# NGC 5039
NGC 5039 في الفهرس العام الجديد، هي مجرة، تقع في كوكبة العذراء. اكتشفت في 25 يناير 1887 بواسطة فرانسيس بريسيرفد ليفنوورث.

## روابط خارجية
- NGC 5039 على موقع ويكي سكاي: DSS2, SDSS, GALEX, IRAS, Hydrogen α, X-Ray, Astrophoto, Sky Map, Articles and images